# Ibuki Bunmei
Ibuki Bunmei (伊吹 文明 (Y Xuy Văn Minh) sinh ngày 9 tháng 1 năm 1938) là một chính trị gia người Nhật Bản. Ông từng là Nghị trưởng Chúng Nghị viện từ năm 2012 đến năm 2014, Bộ trưởng Nội các trong các đời Thủ tướng Nhật Bản Abe Shinzō với tư cách là Bộ trưởng Giáo dục, Văn hóa, Thể thao, Khoa học và Công nghệ và Fukuda Yasuo là Bộ trưởng Tài chính.